# Tabanus jinhuai
Tabanus jinhuai är en tvåvingeart som beskrevs av Xu och Sun 2007. Tabanus jinhuai ingår i släktet Tabanus och familjen bromsar.
Artens utbredningsområde är Hainan (Kina). Inga underarter finns listade i Catalogue of Life.